# Marszpikel (żeglarstwo)
Marszpikel, swajka (żeglarstwo) – stalowy lub mosiężny szpic zaostrzony na jednym końcu, służący do rozchylania pokrętek liny w czasie wykonywania splotów.